# 요코쿠역
요코쿠역(일본어: 暘谷駅)은 일본 오이타현 하야미군 히지정에 있는, 규슈 여객철도 닛포 본선의 역이다.

## 역 구조
상대식 승강장 2면 2선의 설비를 가지는 지상역. 작은 역사가 세워지고 있다. 규슈 교통기획이 역 업무를 행하는 업무 위탁역. 마르스가 없지만 POS 단말기의 설비가 있다. 2012년 이후 이 역에 IC카드 SUGOCA를 도입할 예정이다.

## 이용 현황
| 승차인원추이 | 승차인원추이 |
| 연도         | 1일평균인원  |
| ------------ | ------------ |
| 2000         | 722          |
| 2001         | 752          |
| 2002         | 741          |
| 2003         | 769          |
| 2004         | 752          |
| 2005         | 768          |
| 2006         | 779          |

## 역 주변
- 요코쿠 성
- 히지 정영 체육관

## 역사
- 1987년
  - 3월 9일 : 일본국유철도가 개설.
  - 4월 7일 : 국철 분할 민영화에 의해 규슈 여객철도가 승계.

## 인접 역
| 닛포 본선        | 닛포 본선   | 닛포 본선                      |
| ---------------- | ----------- | ------------------------------ |
| 히지 고쿠라 방면 | ■ 닛포 본선 | 분고토요오카 가고시마추오 방면 |